# Joseph Kanon

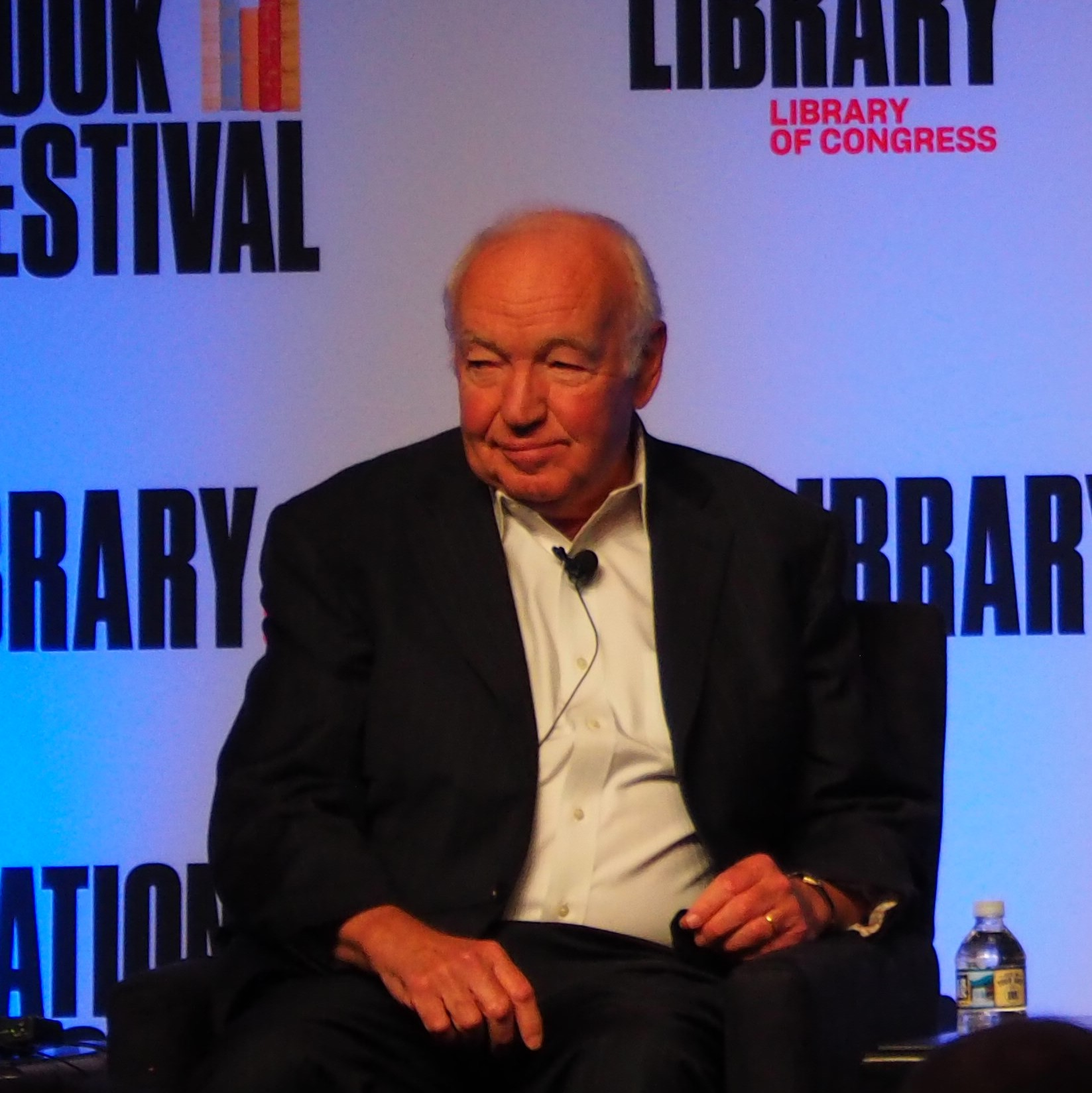
2018

Joseph Kanon (1946) è uno scrittore statunitense, famoso per i suoi thriller e per le sue spy story ambientate nel periodo immediatamente successivo alla II guerra mondiale.

## Biografia
Kanon nasce in Pennsylvania, studia ad Harvard e al Trinity College di Cambridge. Prima della laurea pubblica i suoi primi racconti sul The Atlantic Monthly. Più tardi diventerà caporedattore e amministratore delegato di Houghton Mifflin and E. P. Dutton in New York, prima di cominciare a scrivere nel 1995.
Il suo primo romanzo, Los Alamos (1997), divenne un bestseller ricevendo il premio Edgar per il miglior primo romanzo nel 1998. Seguirono altri romanzi, fra i quali The Prodigal Spy, Alibi e The Good German (sul quale nel 2006 è stato girato il film Intrigo a Berlino diretto da Steven Soderbergh, con George Clooney and Cate Blanchett).
I suoi romanzi sono ambientati nel periodo fra la II guerra mondiale e il 1950. Nelle sue storie Kanon utilizza sempre un evento realmente accaduto, come la Conferenza di Potsdam o il Progetto Manhattan, come sfondo per un caso di omicidio. 
I romanzi di Kanon sono stati osannati dalla critica, sul Boston Globe e sul New York Times delle recensioni lo hanno accostato a Graham Greene e John le Carré.
Oggi Kanon vive con la moglie, Robin Straus, a New York.

## Opere
- 1997: Los Alamos
- 1998: The Prodigal Spy
- 2001: The Good German
- 2005: Alibi
- 2009: Stardust
- 2012: Istanbul Passage - (2013 Omicidio a Istanbul)
- 2015: Leaving Berlin - (2016 Omicidio a Berlino)
- 2017: Defectors - (2018 Omicidio a Mosca)